# Crazy (chanson de Willie Nelson)
Pour les articles homonymes, voir Crazy.
Singles de Patsy Cline
I Fall to Pieces
(1961) She's Got You
(1962)
Crazy est une chanson écrite par l'alors jeune auteur-compositeur Willie Nelson et initialement enregistrée par Patsy Cline.
La version originale de Patsy Cline a atteint la 9e place aux États-Unis (dans le Hot 100 de Billboard) en novembre 1961.
Le site Songfacts raconte :

« Selon le magazine Mojo, Willie Nelson a d'abord essayé de vendre cette chanson avec quelques autres au chanteur de country Larry Butler, à dix dollars chacune. Butler a refusé, heureusement pour Patsy Cline qui, malgré le fait de ne pas aimer Crazy initialement,  en a fait un énorme succès. Le mari de Cline, Charlie Dick, et son producteur, Owen Bradley, ont adoré la chanson et ont persuadé Cline de l'enregistrer.
C'était le plus grand succès dans la carrière de Cline. Elle est morte dans un accident d'avion deux ans plus tard, à l'âge de 30 ans. »

## Distinctions
En 1992, la chanson reçoit le Grammy Hall of Fame Award. Elle est inscrite au registre national des enregistrements (National Recording Registry) de la bibliothèque du Congrès à Washington en 2003.

## Certifications
| Pays              | Certification | Unités certifiées |
| ----------------- | ------------- | ----------------- |
| Royaume-Uni (BPI) | Argent        | 200 000           |

## Dans la culture populaire
La version de Patsy Cline est surtout utilisé dans le film C.R.A.Z.Y de Jean-Marc Vallée où elle donne son titre au film. La chanson, ainsi que l'album, ont une place importante dans le film.
La chanson est présente dans le film Bienvenue à Marwen (2018). Elle est également interprétée par Tami Neilson dans la série télévisée néo-zélandaise Brokenwood, à la fin de l'épisode " Meurtre dans un nid de coucou " (saison 5 épisode 4, 2018).